# LEDプリンター

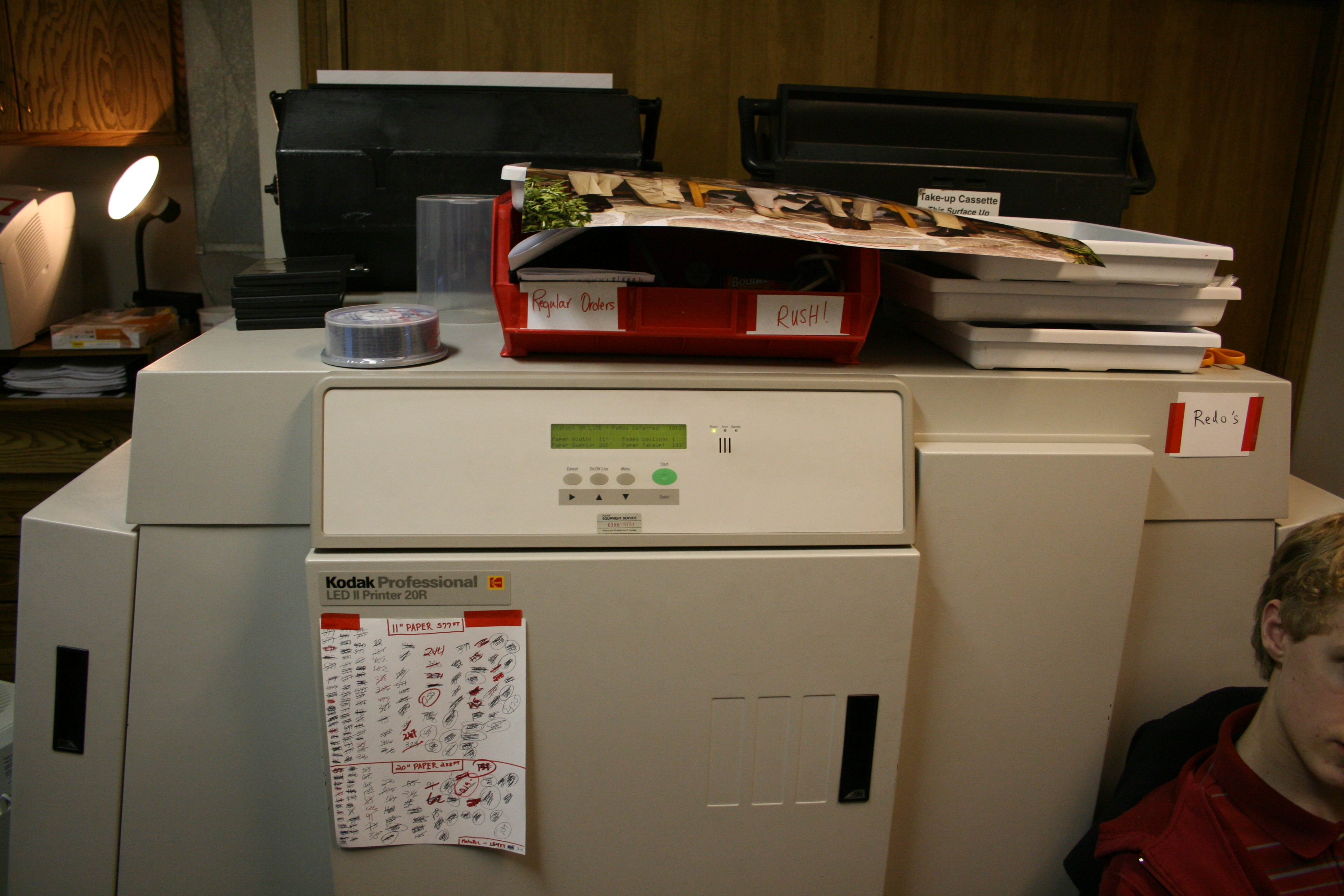
コダック社のLEDプリンター

LEDプリンター（エルイーディープリンター）とはレーザープリンターのレーザー発生部を発光ダイオード (LED) に置き換えたものである。レーザープリンターに比べ小型化が可能である。

## 歴史
- 1979年 沖データが世界初のLEDプリンターの開発に成功
- 2003年 国際電気通信基礎技術研究所（ATR）が10μm間隔で赤色の発光ダイオード（LED）を集積する技術を開発
- 2007年 富士ゼロックス（現:富士フイルムビジネスイノベーション）が高解像・高画質なLEDプリントヘッドを開発

## 構造

### 特徴
レーザープリンターの場合はポリゴンミラー等、走査用の可動部があったが、それらの高精度を要する部品、機構を減らすことができる。構造上小型化が可能になる。一方、一列に並べられた発光素子のばらつきを抑えるため、あらかじめ個々の素子の個体差を減らし一定にするキャリブレーションが必要である。また、縮小露光系を使用しない場合、解像度を高めるためには発光素子の集積度を高める必要がある。

## 代表的なLEDプリンター
- IPSiO SP C711（リコー）
- C301dn（A4カラー)（沖データ）
- C811dn(A3カラー)（沖データ）
- DocuPrint C2250（富士フイルムビジネスイノベーション）
- SPEEDIA　N3600（カシオ計算機）
- JUSTIO HL-3040CN（ブラザー工業）

## メーカー
- 沖データ
- 富士フイルムビジネスイノベーション
- ブラザー工業
- リコー

### LEDプリンターヘッドメーカー
- 京セラ
- 富士フイルムビジネスイノベーション
- ブラザー工業
- コーデンシ
- 沖デジタルイメージング